# Charaxes rubescens
Charaxes rubescens är en fjärilsart som beskrevs av Ruggero Verity 1950. Charaxes rubescens ingår i släktet Charaxes och familjen praktfjärilar. Inga underarter finns listade i Catalogue of Life.